# Electronic Flight Instrument System

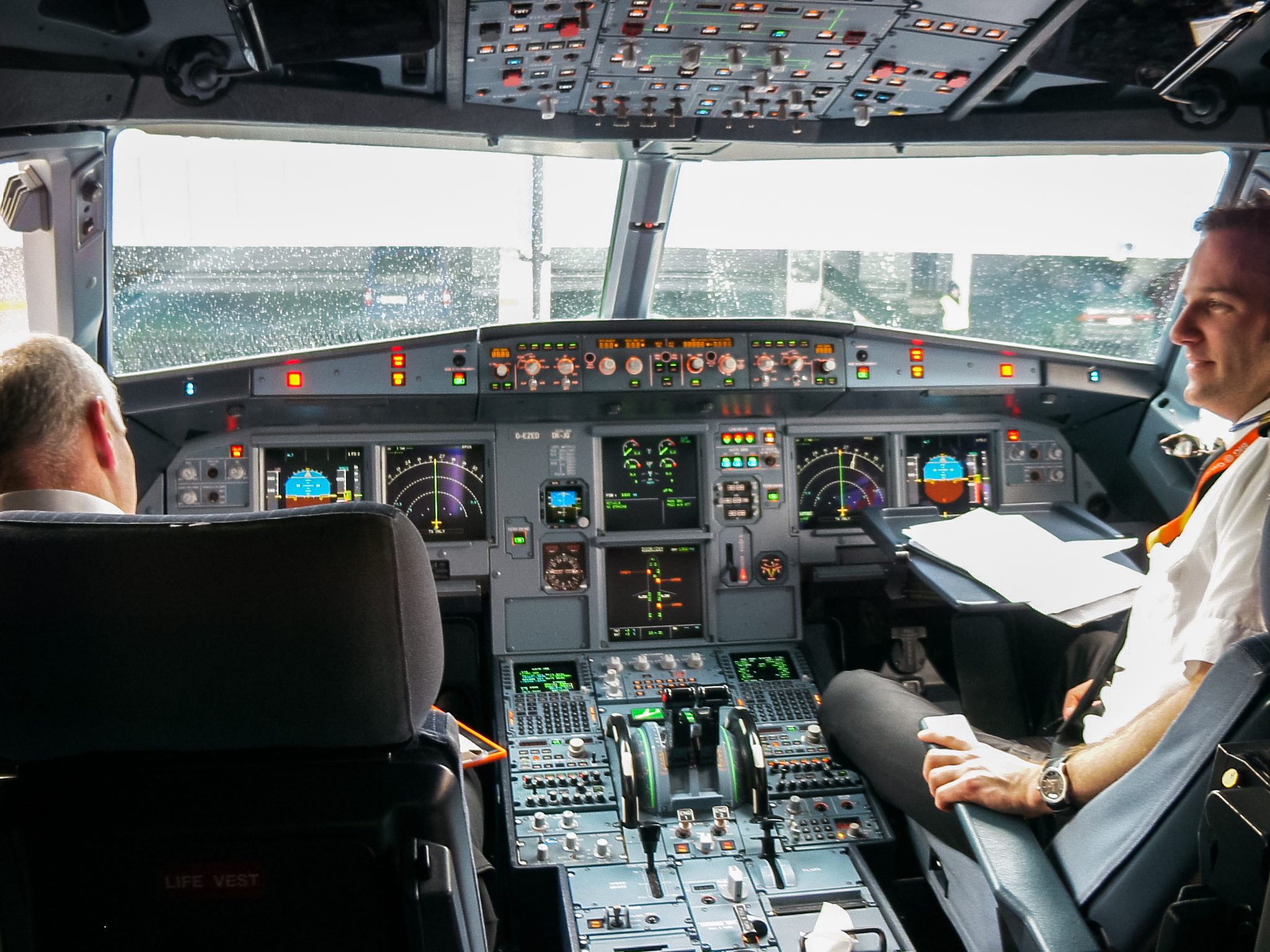
Mit EFIS ausgestattetes Cockpit eines Airbus A319

Ein Electronic Flight Instrument System (EFIS; deutsch Elektronisches Fluginstrumentensystem) ist eine Gruppe von konfigurierbaren Multifunktions-Displays (MFD) im Cockpit eines Luftfahrzeugs, auf denen Flug- und Sensordaten dargestellt werden können. Das EFIS wird umgangssprachlich auch „Glascockpit“ genannt. Im Gegensatz dazu werden ältere Cockpits wegen der zahlreichen Zeigerinstrumente scherzhaft auch als „Uhrenladen“ bezeichnet.

## Notwendigkeit
Der Bedarf an Anzeigen im Cockpit stieg mit dem Einbau von immer mehr Sensoren und Navigationssystemen wie dem Flight Management System deutlich an. Gleichzeitig bestand die Notwendigkeit, diese Schnittstelle zwischen Mensch und Maschine zu verbessern. 
Bei der Ausrüstung mit EFIS werden den Piloten sämtliche für ein Flugzeug benötigte Informationen auf mehreren Farbbildschirmen dargestellt. Hier erfolgt oft eine Kombination mit einem Bildschirm für die Triebwerksanzeigen, für Warnmeldungen und für Checklisten, zum Beispiel mit dem EICAS oder dem ECAM. 
Abhängig von den jeweils dargestellten Anzeigen können durch seitlich an den Anzeigen angebrachte Bedientasten kontextbezogene Einstellungen vorgenommen werden. Dies vergrößert die Übersichtlichkeit in einem Cockpit wesentlich.
Aus Gründen der Sicherheit wurden nicht alle Systeme komplett durch Bildschirme ersetzt. Einige Grundgeräte müssen immer noch ohne Computerunterstützung vorhanden sein, beispielsweise ein Notkompass und ein künstlicher Horizont. Weitere Sicherheitsaspekte wurden bei der Bildschirmsteuerung eingerichtet: Sollte ein einzelner Bildschirm keinen Strom mehr bekommen, wird er schwarz; ist jedoch kein Signal vom Computer verfügbar, erscheint ein großes rotes Kreuz und verdeutlicht so dem Piloten, dass er auf einen anderen Computer schalten muss.

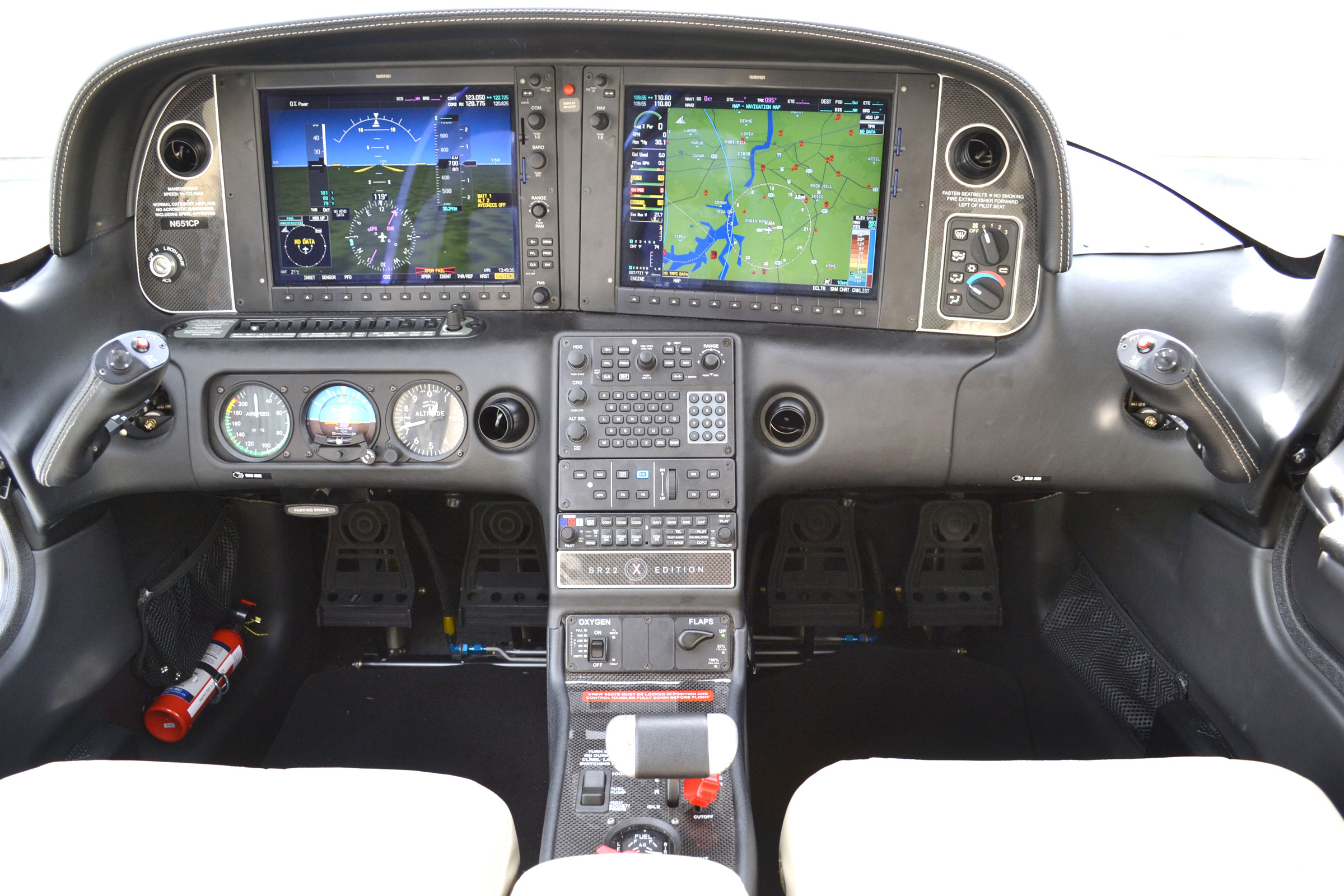
Cockpit einer Cirrus SR22 TN

Aufgrund der hohen Kosten wurden Glascockpits zunächst nur in kommerziellen Flugzeugen eingesetzt. Im Bereich der Privatmaschinen werden Glascockpits neuerdings von einigen Herstellern angeboten. Bekannte Beispiele sind die Cirrus Design Corporation für die Cirrus SR22, Cessna für die Skyhawk/Skylane, Columbia Aircraft Corporation für die Columbia 400 oder Diamond Aircrafts für DA 40/DA42. Die Space Shuttles der NASA waren ebenfalls mit einem gläsernen Cockpit ausgestattet.
Die Softwareentwicklung muss gemäß dem Standard DO-178B erfolgen, um von der FAA die Zertifizierung für den Luftfahrteinsatz zu erhalten.

## Systemaufbau

### Primary Flight Display (PFD)

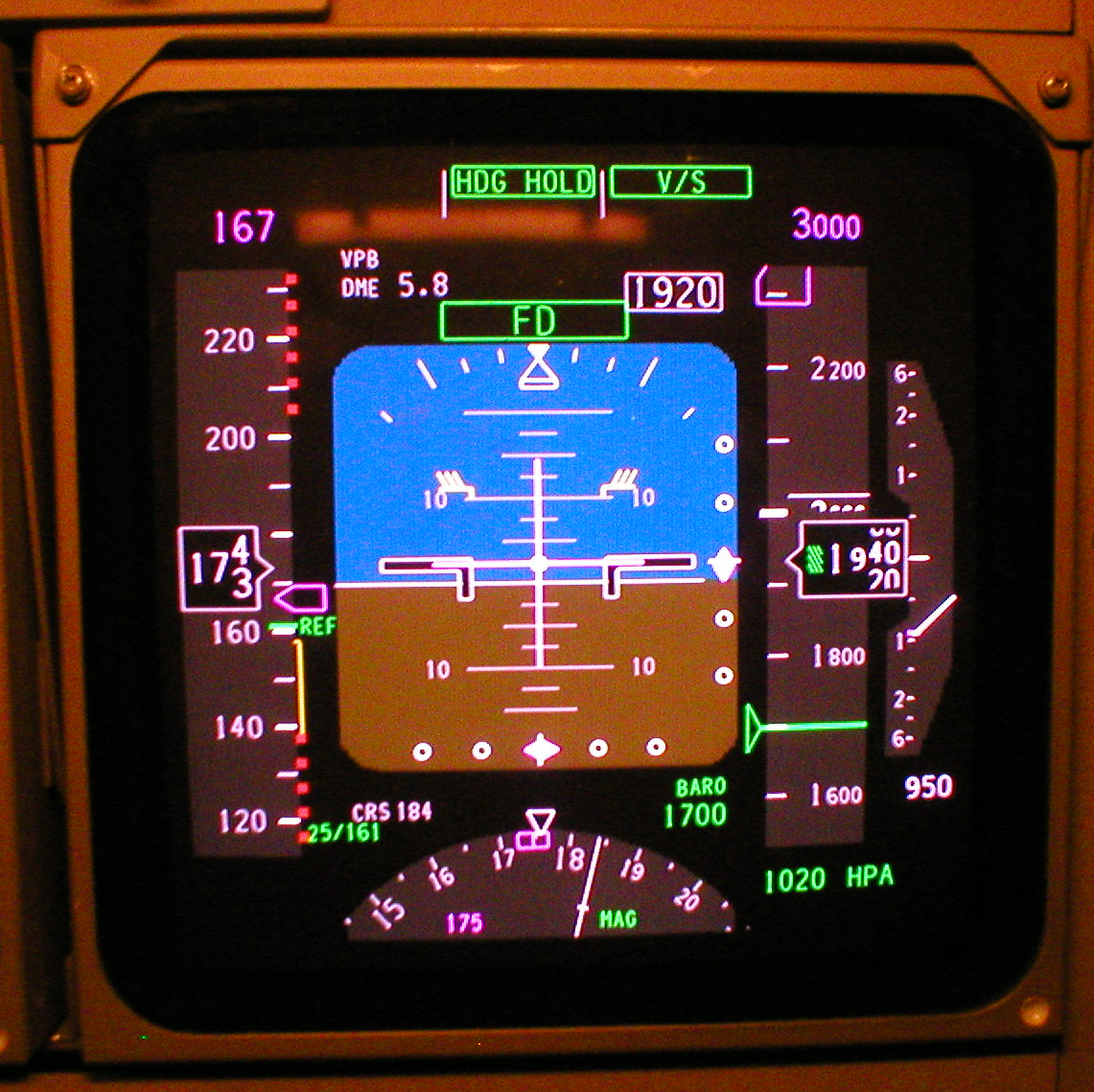
Elektronisches Fluglageinstrument einer Boeing 747-400 – noch auf Röhre.

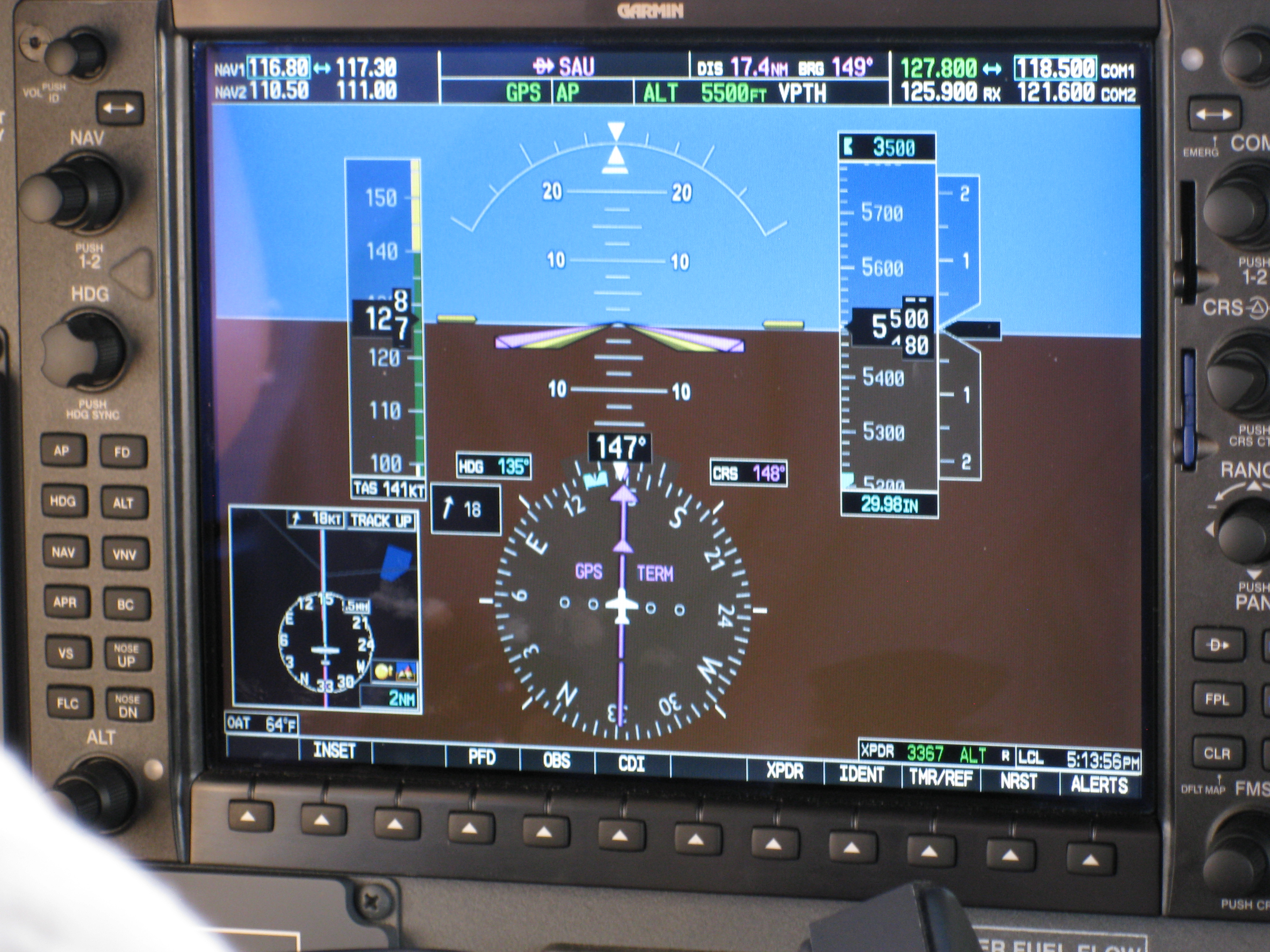
Primary Flight Display des Garmin G1000

Auf dem PFD werden den Piloten die wichtigsten Flugdaten angezeigt: Die Lage im Raum (Künstlicher Horizont) mit dem Flight Director, die Fluggeschwindigkeit, die Flughöhe und die Steig- oder Sinkrate. Ebenfalls kann man hier die Betriebsarten des Autopiloten sehen. Weitere Anzeigen kommen je nach Modell hinzu.

### Navigation Display (ND)

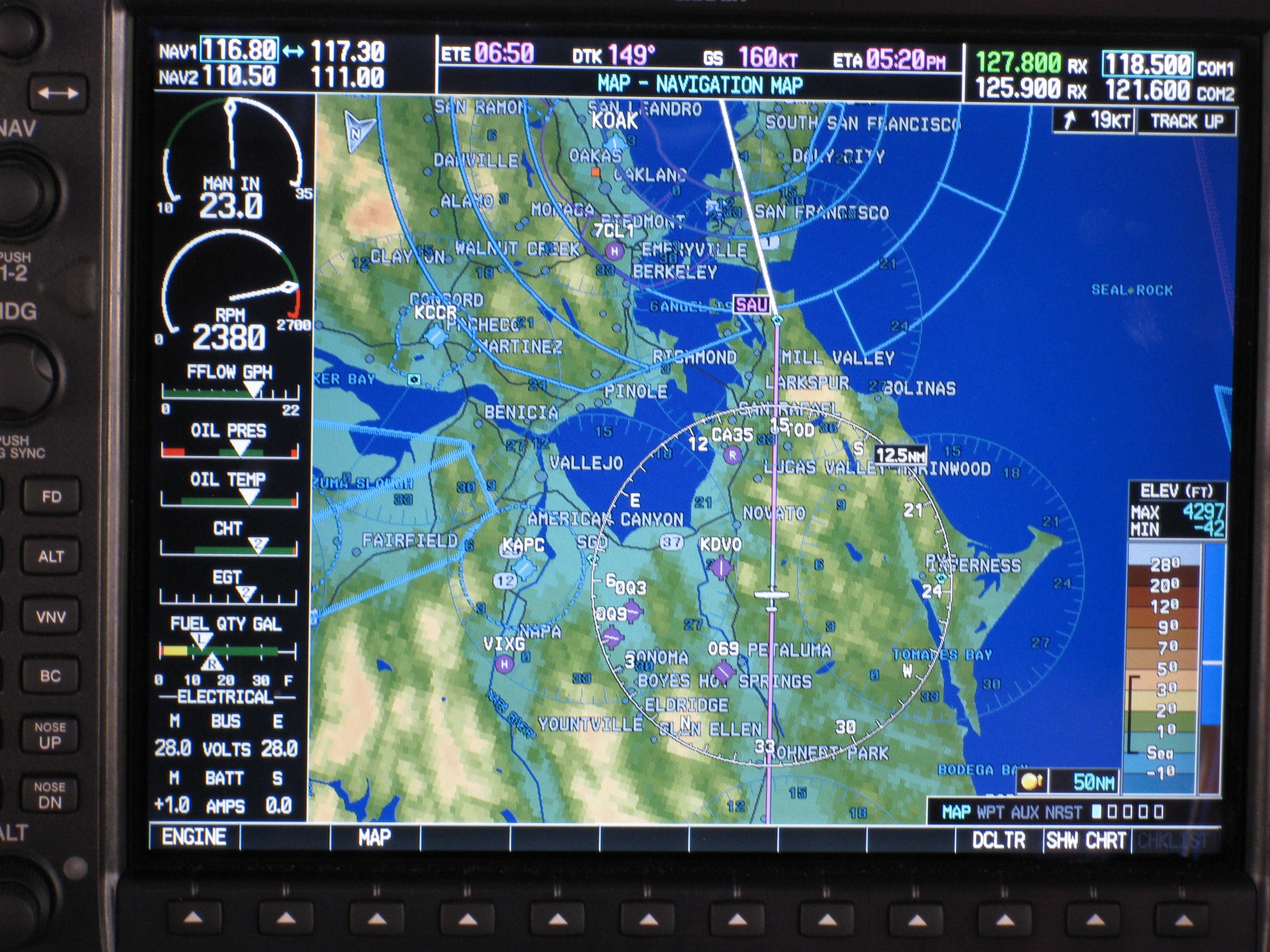
Multi Function Display des G1000

Auf dem ND werden die Navigationsdaten angezeigt: Der Steuerkurs, die Funkfeuer VOR oder ADF, die Flugroute aus dem Flight Management System, Verkehrsinformationen des TCAS und das Bild des Wetterradars. Auch hier sind weitere Anzeigen vom Modell abhängig.

### Symbol Generator (SG)
Dieses ist ein Bauteil (engl. unit), das die Symbole und Daten für die Anzeigen für die Bildschirme aufbereitet. Seine Funktion gleicht der einer Grafikkarte.